# Крани
Крани (на македонска литературна норма: Крани) е село в община Ресен, Северна Македония.

## География
Селото е разположено в областта Долна Преспа на брега на Песпанското езеро, в подножието на планината Баба.

## История
В XV век в Карахани, Преспа са отбелязани поименно 117 глави на домакинства.
В XIX век Крани е смесено село в Битолска кааза, Нахия Долна Преспа на Османската империя. В „Етнография на вилаетите Адрианопол, Монастир и Салоника“, издадена в Константинопол в 1878 година и отразяваща статистиката на населението от 1873 година, са посочени две села Ерани (Erani) с 30 домакинства и 86 жители българи и Крайно (Kraino) с 38 домакинства и 92 жители мюсюлмани. Според статистиката на Васил Кънчов („Македония. Етнография и статистика“) от 1900 година Крани има 180 жители българи християни, 200 арнаути мохамедани и 130 цигани.
В началото на XX век християнските жители на селото са под върховенството на Българската екзархия. По данни на секретаря на екзархията Димитър Мишев („La Macédoine et sa Population Chrétienne“) през 1905 година в Краани има 256 българи екзархисти и 342 албанци и работи българско училище. Българската църква „Света Богородица“ е построена през 1865 година, а в околността на селото има останки от по-стари църкви. „Свети Никола“ е от 1925 година, а „Свети Илия“ вероятно е издигната върху по-стар храм в началото на XX век.
На Етнографската карта на Битолския вилает на Картографския институт в София от 1901 година Крани е смесено село българи, албанци и власи в Битолската каза на Битолския санджак с 50 къщи.
През март 1902 година френският вицеконсул в Битоля Макс Шублие информира министъра на външните работи Делкасе, че башибозуци заемат селото и малтретират жителите.
По време на Илинденското въстание 13 души от селото се включват във въстаническите чети. От тях загиват Ламби Насторов и Найдо Трайков.
При избухването на Балканската война 2 души от Крани са доброволци в Македоно-одринското опълчение.
По време на Балканската война в 1912 година в селото влизат сръбски части. Чета на Черна ръка, начело с Василие Търбич под предлог разоръжаване на населението започва масов терор над всички по-видни българи. Ефтим Трайков от Крани, който отказва да предаде пушката си, е жестоко пребит и заровен до кръста в земята.
По време на Първата световна война Крани е част от Наколска община в Ресенска околия и има 770 жители.
Според преброяването от 2002 година селото има 416 жители.
| Националност     | Всичко |
| северномакедонци | 103    |
| албанци          | 305    |
| турци            | 0      |
| цигани           | 0      |
| власи            | 0      |
| сърби            | 1      |
| бошняци          | 0      |
| други            | 7      |

## Личности
Родени в Крани
- Ариф Сюлейман, арестуван преди април 1904 година, обвинен в „кражба на предмети от българското население, което по време на бунта напуснало селата и избягало в планината“, осъден на 1 година от Апелативния наказателен съд, лежал в Битолския затвор, амнистиран с общата амнистия от 12 април 1904 година[14]
- Али Алиу (р.1934), албански северномакедонски писател и литературен критик, академик
- Ибрахим Елмас, арестуван преди април 1904 година, обвинен в „кражба на предмети от българското население, което по време на бунта напуснало селата и избягало в планината“, осъден на 1 година от Апелативния наказателен съд, лежал в Битолския затвор, амнистиран с общата амнистия от 12 април 1904 година[14]
- Цветко Ангелов, български революционер от ВМОРО, четник на Петър Христов Германчето[15]

Други
- Сабит Кранли (р. 1945), северномакедонски юрист, роден в Ресен